# Losa (Elsterberg)
Losa ist ein Ortsteil der Stadt Elsterberg im Vogtlandkreis (Sachsen). Der Ort mit der zu ihm gehörigen Siedlung Wipplas wurde am 1. April 1974 nach Coschütz eingemeindet, mit dem er am 1. Januar 1994 zur Stadt Elsterberg kam. Im Gegensatz zum Hauptort Elsterberg war Losa zwischen 1952 und 1992 nicht von der Umgliederung in den Kreis Greiz im Bezirk Gera bzw. ab 1990 im Freistaat Thüringen betroffen.

## Geographie

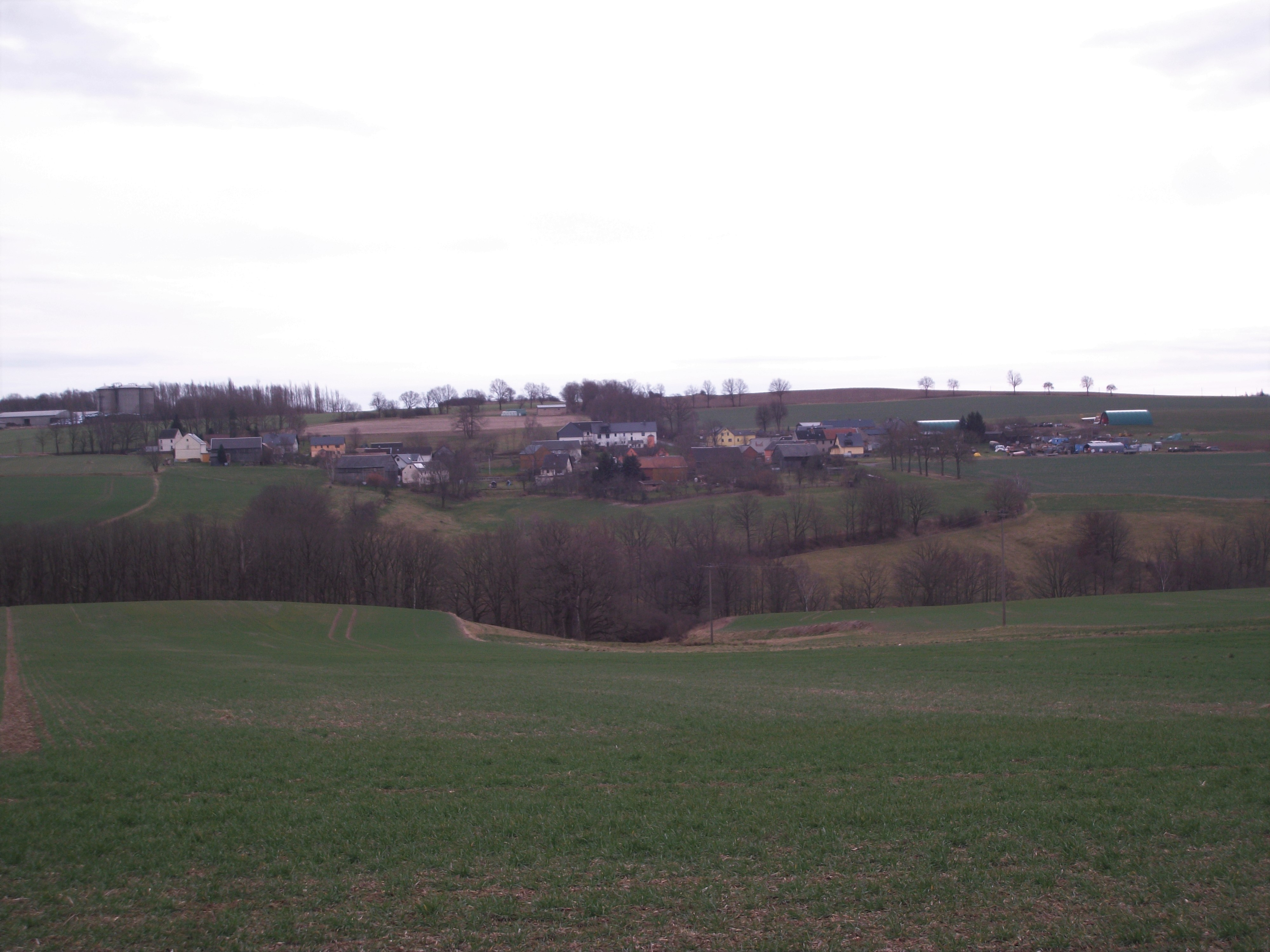
Blick auf Losa

### Geographische Lage
Losa liegt im südöstlichen Stadtgebiet von Elsterberg. Die Ortsflur wird im Norden vom Ölzschbach und im Süden vom Forellenbach begrenzt, beides Zuflüsse der Weißen Elster. Losa befindet sich im Osten des Naturraumes Vogtland (Mittelvogtländisches Kuppenland) im sächsischen Teil des historischen Vogtlands.

### Ortsgliederung
Der Hauptort Losa befindet sich im Nordwesten der Gemarkung. Östlich von Losa befindet sich die Siedlung Wipplas mit zwei Gehöften, südlich dieser liegt der Sitz der „Agrargenossenschaft am Kuhberg“.⊙

### Nachbarorte
|              | Coschütz mit Rückisch                       |             |
| Scholas      | Kompassrose, die auf Nachbargemeinden zeigt | Reimersgrün |
| Ruppertsgrün |                                             | Christgrün  |

## Geschichte
Das Platzdorf Losa wurde im Jahr 1400 erstmals als Lazan erwähnt. Die Wipplas östlich von Losa ist ein späterer Ausbau mit heute zwei Anwesen an der Straße Coschütz–Reimersgrün. Wipplas wurde erstmals im Jahr 1542 als dy Wippels genannt. Die Gegend von Losa war ursprünglich Teil der Herrschaft Elsterberg, die als Folge des Vogtländischen Krieges von 1354–1357 von den Lobdeburgern unter die Lehenshoheit der Wettiner kam und im 16. Jahrhundert in das Amt Plauen eingegliedert wurde. Bezüglich der Grundherrschaft gehörte Losa im 16. Jahrhundert anteilig zu den Rittergütern Coschütz, Pöhl, Helmsgrün, und Liebau. Im Jahre 1764 wurde die Grundherrschaft über Losa durch die Rittergüter Coschütz, Pöhl und Ruppertsgrün ausgeübt. Wipplas hingegen gehörte um 1764 zur Grundherrschaft Thürnhof. Da Wipplas allerdings bis 1832 zur Stadtflur von Elsterberg gehörte, unterstand es der niederen Gerichtsbarkeit von Elsterberg. Kirchlich sind Losa und Wipplas seit jeher nach Elsterberg gepfarrt. Losa mit Wipplas gehörte bis 1856 zum kursächsischen bzw. königlich-sächsischen Amt Plauen. 1856 wurde Losa dem Gerichtsamt Elsterberg und 1875 der Amtshauptmannschaft Plauen angegliedert.
Durch die zweite Kreisreform in der DDR kam die Gemeinde Losa im Jahr 1952 zum Kreis Reichenbach im Bezirk Chemnitz (1953 in Bezirk Karl-Marx-Stadt umbenannt). Die Eingemeindung nach Coschütz erfolgte am 1. April 1974.
Ab 1990 gehörte die Gemeinde Coschütz mit ihren Ortsteilen zum sächsischen Landkreis Reichenbach. Am 1. Januar 1994 erfolgte die Eingemeindung der Gemeinde Coschütz in die Stadt Elsterberg, wodurch die einstige Gemeinde mit ihren Ortsteilen vom Landkreis Reichenbach in den Landkreis Plauen wechselte. Die Postleitzahl von Losa änderte sich dadurch von „08491“ auf „07985“. Elsterberg wiederum war auf Grundlage des Staatsvertrages zwischen Thüringen und Sachsen am 1. April 1992 vom thüringischen Landkreis Greiz in den sächsischen Landkreis Plauen gewechselt. Lediglich bezüglich der Postleitzahl gehört die Stadt bis heute zum „thüringischen“ Postleitzahlengebiet „07“, zu dem nun auch Losa gehört. Seit 1996 liegt Losa als Ortsteil der Stadt Elsterberg im Vogtlandkreis.